# Idrís I de Libia

Estandarte Real de Idris I.

Idris I de Libia (Yarabub, Imperio otomano, 12 de marzo de 1889 - El Cairo, Egipto, 25 de mayo de 1983) fue el primer y único rey de Libia desde el 24 de diciembre de 1951 hasta su derrocamiento en el golpe de Estado del 1 de septiembre de 1969. Gobernó el Reino Unido de Libia de 1951 a 1963, después de lo cual el país pasó a ser conocido simplemente como el Reino de Libia. Idris había servido como emir de Cirenaica y Tripolitania desde la década de 1920 hasta 1951.  Fue el jefe de la orden musulmana de los Senussi.

## Biografía
Muhammad Idris al-Senussi (محمد إدريس السنوسي, Muḥammad Idrīs as-Sanūsī) nació en Yarabub y era hijo del Sayyid Muhammad al-Mahdi bin Sayyid Muhammad al-Senussi y de su tercera esposa Aisha bint Muqarrib al-Barasa, a la vez nieto del fundador de la cofradía islámica sanusí, Sayyid Muhammad bin 'Ali al-Senussi. Heredó el liderazgo de esta poderosa hermandad en 1916, lo que le convirtió en la figura más influyente de Cirenaica (en la actualidad, región del noreste libio) en calidad de emir. Durante los años siguientes, dirigió la lucha contra la invasión italiana de Cirenaica. Después de la guerra ítalo-turca de 1912, Idris se vio obligado a exiliarse en Egipto durante dos décadas. Una vez concluida la II Guerra Mundial en 1945, y mientras la Organización de las Naciones Unidas (ONU) debatía el futuro del norte de África, tras la derrota y retirada de las tropas italianas, Idris consolidó su base política y finalmente proclamó la independencia de Cirenaica bajo su liderazgo, en 1949. Las regiones de Cirenaica, Tripolitania y Fezzán se unieron en diciembre de 1950 para constituir la monarquía federal independiente del Reino de Libia, de la que Idris fue coronado rey. La Constitución de 1951 le otorgó un poder considerable sobre el Parlamento y las Fuerzas Armadas. Uno de los principales problemas a los que tuvo que hacer frente fue la necesidad de inculcar un sentimiento de unidad a las poblaciones de las distintas regiones geográficas, históricas y étnicas de la nueva nación. En 1963, apoyó una enmienda a la Constitución por la que se ponía fin al sistema federal para crear un Estado unitario. No obstante, nunca llegó a promover un auténtico sentimiento nacionalista libio.
Idris, de tendencias claramente pro occidentales, desempeñó un papel menor en la política del mundo árabe. Su postura no intervencionista en la guerra de los Seis Días (1967), librada entre Israel y las naciones árabes, tuvo una acogida impopular entre los trabajadores y estudiantes libios pro árabes. El malestar del pueblo ante su política fue aumentando progresivamente hasta el punto de que Idris I fue derrocado por un golpe de Estado militar encabezado por Muammar al-Gaddafi en septiembre de 1969, cuando el Rey se encontraba recibiendo tratamiento médico en el extranjero. Idris fue juzgado y condenado a muerte in absentia por el nuevo gobierno, en 1971. Falleció en 1983, durante su exilio en Egipto, cuya nacionalidad había adoptado nueve años antes. Su esposa y prima, la Sayyida Fatima el-Sharif, Reina consorte de Libia, murió el 3 de octubre de 2009, a los 98 años de edad (1911-2009), habiéndosele devuelto su casa de Trípoli dos años antes.

## Legado
Su sobrino nieto, Muhammad al-Senussi, es el actual pretendiente al trono libio.

## Primeros ministros de Libia 1951-1969
1. Mahmud al-Muntasir 1951-1954.
2. Muhammad Sakizli 1954.
3. Mustafa Ben Halim 1954-1957.
4. Abdul Majid Kubar 1957-1960.
5. Muhammad Osman Said 1960-1963.
6. Mohieddin Fikini 1963-1964.
7. Mahmud al-Muntasir 1964-1965.
8. Hussein Maziq 1965-1967.
9. Abdul Qadir al-Badri 1967.
10. Abdul Hamid al-Bakkoush 1967-1968.
11. Wanis al-Qaddafi 1968-1969.

## Distinciones honoríficas

### Distinciones honoríficas libias
- Soberano Gran Maestre (y fundador) de la Orden de Idris I (1947).[2]
- Soberano Gran Maestre (y fundador) de la Orden de Sayyid Muhammad ibn Ali al-Senussi (1951).[3]
- Soberano Gran Maestre (y fundador) de la Orden de la Independencia (1951).[3]

### Distinciones honoríficas extranjeras
- Caballero Gran Cordón de la Orden del Nilo (Reino de Egipto).
- Caballero Gran Cruz de la Orden de la Legión de Honor (República Francesa).
- Caballero Gran Collar de la Orden de Hussein ibn Ali (Reino Hachemita de Jordania).
- Caballero Gran Collar de la Orden de Muhammad (Reino de Marruecos).
- Caballero de Primera Clase de la Orden de Osmanie (Imperio Otomano, 1918).
- Caballero de Segunda Clase de la Orden de Mejīdiyye (Imperio Otomano, 1918).
- Caballero Gran Cruz de la Orden al Mérito de la República Italiana (República Italiana).
- Caballero Gran Cordón de la Orden Nacional del Cedro (República Libanesa).
- Caballero Gran Cruz de la Orden del Redentor (Reino de Grecia).
- Caballero comendador de la Excelentísima Orden del Imperio Británico (Reino Unido).
- Caballero gran cruz de la Excelentísima Orden del Imperio Británico (Reino Unido, 01/05/1954).[4]
- Caballero Gran Cordón de la Orden de la Independencia (República Tunecina).

## Antepasados
|  |                                                                                                   |  |  |  |  |  |  |  |  |  |  |  |  |  |  |  |
|  | 8. Sayyid Ali al-Sanussi                                                                          |  |  |  |  |  |  |  |  |  |  |  |  |  |  |  |
|  |                                                                                                   |  |  |  |  |  |  |  |  |  |  |  |  |  |  |  |
|  |                                                                                                   |  |  |  |  |  |  |  |  |  |  |  |  |  |  |  |
|  | 4. Sayyid Muhammad bin Ali al-Sanussi al-Khattabi al-Mujahiri al-Idrisi al-Hasani, I Gran Sanussi |  |  |  |  |  |  |  |  |  |  |  |  |  |  |  |
|  |                                                                                                   |  |  |  |  |  |  |  |  |  |  |  |  |  |  |  |
|  |                                                                                                   |  |  |  |  |  |  |  |  |  |  |  |  |  |  |  |
|  | 2. Sayyid Muhammad al-Mahdi bin Sayyid Muhammad al-Sanussi, II Gran Sanussi                       |  |  |  |  |  |  |  |  |  |  |  |  |  |  |  |
|  |                                                                                                   |  |  |  |  |  |  |  |  |  |  |  |  |  |  |  |
|  |                                                                                                   |  |  |  |  |  |  |  |  |  |  |  |  |  |  |  |
|  | 10. Ahmad bin Farajallah al-Fituri                                                                |  |  |  |  |  |  |  |  |  |  |  |  |  |  |  |
|  |                                                                                                   |  |  |  |  |  |  |  |  |  |  |  |  |  |  |  |
|  |                                                                                                   |  |  |  |  |  |  |  |  |  |  |  |  |  |  |  |
|  | 5. Fatima bint Ahmad bin Farajallah al-Fituri                                                     |  |  |  |  |  |  |  |  |  |  |  |  |  |  |  |
|  |                                                                                                   |  |  |  |  |  |  |  |  |  |  |  |  |  |  |  |
|  |                                                                                                   |  |  |  |  |  |  |  |  |  |  |  |  |  |  |  |
|  | 1. Idris I de Libia                                                                               |  |  |  |  |  |  |  |  |  |  |  |  |  |  |  |
|  |                                                                                                   |  |  |  |  |  |  |  |  |  |  |  |  |  |  |  |
|  |                                                                                                   |  |  |  |  |  |  |  |  |  |  |  |  |  |  |  |
|  | 6. Muqarrib al-Barasa                                                                             |  |  |  |  |  |  |  |  |  |  |  |  |  |  |  |
|  |                                                                                                   |  |  |  |  |  |  |  |  |  |  |  |  |  |  |  |
|  |                                                                                                   |  |  |  |  |  |  |  |  |  |  |  |  |  |  |  |
|  | 3. Aisha bint Muqarrib al-Barasa                                                                  |  |  |  |  |  |  |  |  |  |  |  |  |  |  |  |
|  |                                                                                                   |  |  |  |  |  |  |  |  |  |  |  |  |  |  |  |
|  |                                                                                                   |  |  |  |  |  |  |  |  |  |  |  |  |  |  |  |

## Sucesión
| Predecesor: Nuevo título | Rey de Libia 24 de diciembre de 1951 – 1 de septiembre de 1969 | Sucesor: Muamar el Gadafi (Presidente del Consejo de Revolución) |